# منطقة نفوذ

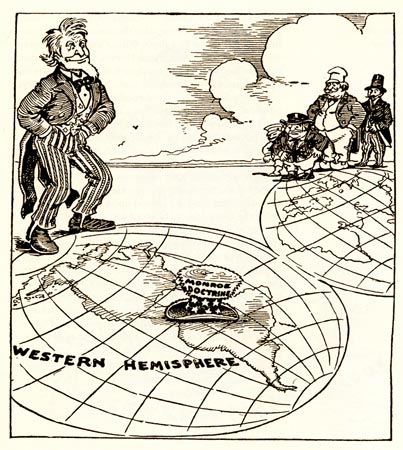
رسم في صحيفة من 1912 يبين نفوذ الولايات المتحدة على أميركا اللاتينية إثر مبدأ مونرو.

منطقة النفوذ في حقل العلاقات الدولية يصطلح على إقليم مكاني تتمتع دولة أو مؤسسة بدرجة من الاستئثار الثقافي أو الاقتصادي أو العسكري أو السياسي به، ويخضع لأغراض سلطات خارج حدود الدولة المسيطرة عليه.
مع أن تحالفا رسميا قد يوجد بين النافذ والمنفوذ إليه، فمثل هذه الاتفاقات الرسمية ليست ضرورية ومن الممكن أن يكون النفوذ مثالا من القوة الناعمة. وعلى نحو مماثل، فالتحالف الرسمي لا يعني بالضرورة أن دولة تقع في منطقة نفوذ الأخرى. وتاريخيا، ارتفاع درجة الاستئثار يرتبط بتصاعد النزاع.
في أشد الحالات تطرفا، الدولة في منطقة نفوذ دولة أخرى قد تقع دولة تابعة لها أو حتى مستعمرة بحكم الواقع. نظام مناطق النفوذ مازال يتواجد، وكثيرا ما يعتبر بعبارات القوى العظمى والقوى العظيمة والقوى الوسطانية.

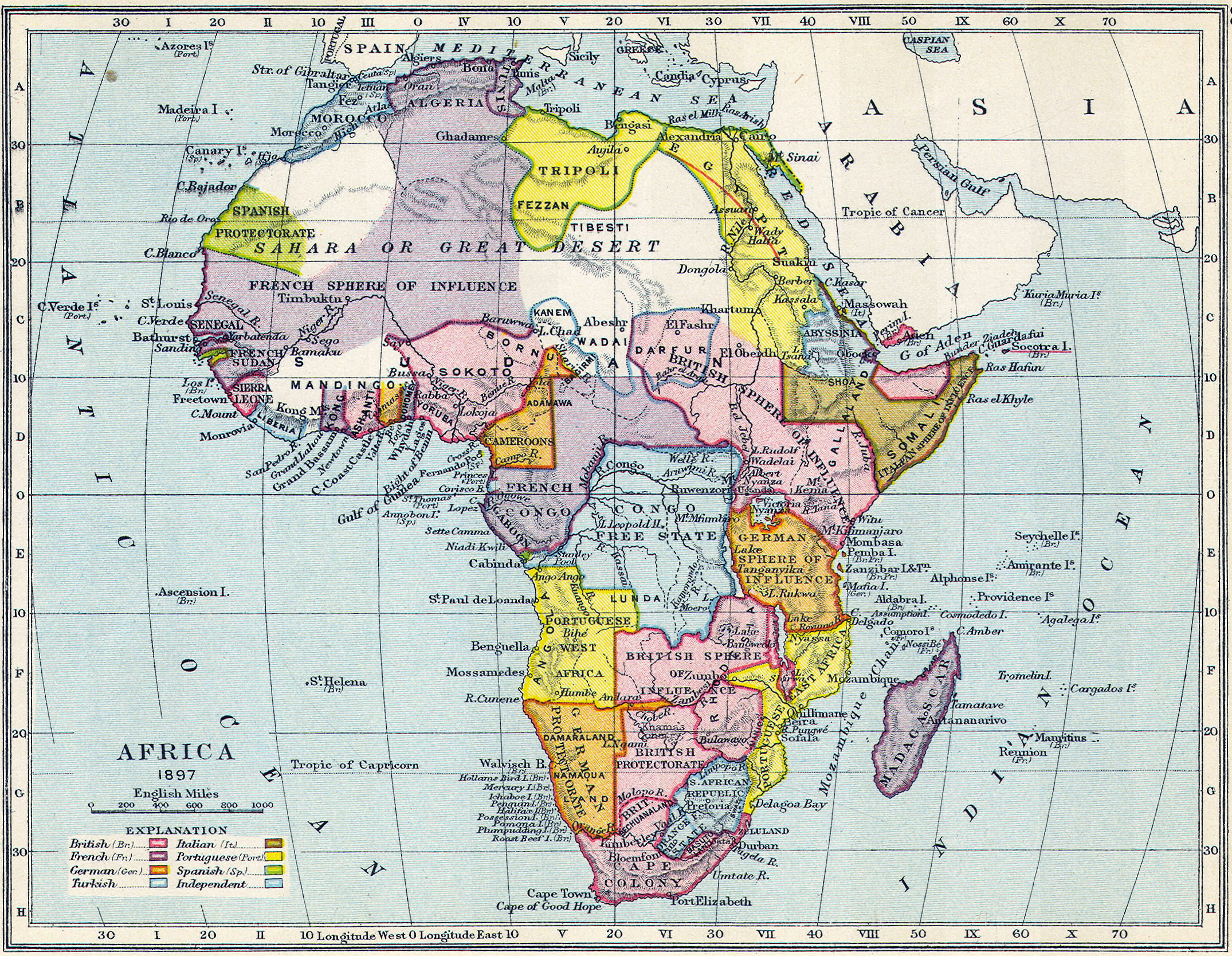
خريطة للاستعمارية في إفريقيا في 1897 تبين مناطق النفوذ الأوروبية.